# Anoplodactylus stri
Anoplodactylus stri is een zeespin uit de familie Phoxichilidiidae. De soort behoort tot het geslacht Anoplodactylus. Anoplodactylus stri werd in 1979 voor het eerst wetenschappelijk beschreven door Child. 